# Lissonotus rubidus
Lissonotus rubidus là một loài bọ cánh cứng trong họ Cerambycidae.